# Diógenes Varela Díaz
Diógenes Varela Díaz (Provincia de San Juan, 1895-Buenos Aires, 5 de julio de 1983) fue un abogado y político argentino de la Unión Cívica Radical del Pueblo. Fue candidato a gobernador de la provincia del Chubut en las elecciones provinciales de 1958 y senador nacional por la misma provincia entre 1963 y 1966.

## Biografía
Nacido en la provincia de San Juan en 1895, era abogado de profesión. Fue designado fiscal por el gobernador sanjuanino Amable Jones. Posteriormente se radicó en Trelew (Chubut), donde fue presidente del consejo escolar. En la década de 1950 fue juez federal de primera instancia en Rawson.
También se dedicó a la cría de caballos de carrera. Presidió la Sociedad Rural del Valle del Chubut y formó parte de la Sociedad Rural Argentina como socio y vicepresidente segundo de la comisión directiva entre 1961 y 1963.
Miembro de la Unión Cívica Radical del Pueblo (UCRP), integró la Convención Constituyente del Chubut en 1957 que redactó la primera constitución de la nueva provincia. En las elecciones provinciales de 1958 (las primeras tras la provincialización), fue candidato a gobernador por la UCRP, quedando en segundo lugar con casi el 30% de los votos, triunfando el candidato de la Unión Cívica Radical Intransigente Jorge Galina. Estuvo acompañado en la fórmula por Roque González como candidato a vicegobernador.
En las elecciones al Senado de 1963, fue elegido senador nacional por la provincia del Chubut, integrando el bloque de la UCRP. Le correspondió un mandato de tres años, hasta 1966. Allí presidió la comisión de Agricultura y Ganadería.
Falleció en Buenos Aires en 1983. Una plazoleta en Trelew lleva su nombre.